# Nước (chính trị)
Nước, chính thể hoặc là nhà nước là thuật ngữ chỉ các quốc gia có chủ quyền và các quốc gia phụ thuộc vào một quốc gia khác với chủ quyền hạn chế. "Nước" trong tiếng Việt thường được sử dụng hoán đổi với quốc gia, là thuật ngữ sử dụng chủ yếu trong chính trị và quan hệ quốc tế. Nước có nội hàm rộng lớn hơn quốc gia sử dụng rộng rãi cả về địa lý, văn hóa, lịch sử, dân tộc...
Nước thường liên quan xác định chủ quyền địa lý lãnh thổ của một nhà nước. Và do đặc điểm, trạng thái của các nhà nước là khác nhau qua các thời kỳ lịch sử, cũng như có sự khác biệt từ phương Tây sang Phương Đông nên đến nay, không có sự đồng thuận về mặt học thuật để định nghĩa phù hợp nhất cho nhà nước. Do đó, định nghĩa "nước", là phạm vi chủ quyền của một nhà nước cũng không có sự tương đồng trong các ngôn ngữ.
Nước dùng trong tiếng Anh là state, một thuật ngữ chung bao gồm các nước có chủ quyền lẫn không có chủ quyền đầy đủ. Do đó để chỉ một nhóm quốc gia phụ thuộc với chủ quyền hạn chế, tiếng Việt còn sử dụng các thuật ngữ khác là bang, hay tiểu bang để dịch state dùng cho nhóm phụ thuộc.

## Từ nguyên và sử dụng
Trong các tác phẩm của Machiavelli vào đầu thế kỷ 16 (đặc biệt là quyển Quân Vương) đã đóng vai trò trung tâm trong sự lan truyền việc sử dụng từ State theo nghĩa được sử dụng như hiện nay.
Nước là từ thuần Việt, từ Hán Việt được sử dụng nhiều trong các văn bản Việt cổ để chỉ nước là quốc (國) thường gắn liền với các danh xưng. Từ nước xác định phạm vi chủ quyền lãnh thổ của một nhà nước, là không gian sống và thuộc sở hữu của một dân tộc. Việc sử dụng từ "nước" trong các văn bản lịch sử của Việt Nam xác định tính độc lập chủ quyền của người Việt và nhà nước do người Việt làm chủ. Như trường hợp, sử sách Việt đã mô tả về nước Xích Quỷ như quốc gia tối cổ (dựa trên thần thoại Trung Hoa) trong lịch sử Việt Nam, nước Tây Âu và nước Văn Lang, cũng như nước Âu Lạc (đã xác nhận có thật trong lịch sử) sau đó. Điều này xác định bản thể riêng biệt đối với nền văn minh Trung Hoa ở phía bắc, qua đó khẳng định tính độc lập của mình.

### Sách
- Cudworth, Erika (2007). The Modern State: Theories and Ideologies. Edinburgh University Press. ISBN 978-0-7486-2176-7.